# Solana de Fontana
La Solana de Fontana és una solana del terme municipal de Castell de Mur, dins de l'antic terme de Mur, al Pallars Jussà. Es troba en territori del poble de Vilamolat de Mur.
Està situada a llevant de Vilamolat de Mur, al nord de l'Arner de Petit i al sud de la llau de la Solana, al sud-oest del Solà de la Roca.